# Almas Kişkenbaev
Almas Kişqenbaev es un conocido cantante de KZpop y R&B nacido el 1 de junio de 1985 en Kyzylorda, es el menor de seis hermanos. Se hizo famoso por participar en la versión kazaja de Superstar.kz y su popularidad fue aumentando al poco tiempo de salir de la academia y hoy es uno de los cantantes masculinos más relevantes del Kazajistán.

## Biografía

### Inicios
Al igual que muchos cantantes de KZpop, Almas tomo contacto por primera vez con la música, en la escuela musical de Qızılorda, allí estudió la modulación de las secciones vocales y Desde este año comenzaba a trabajar en la filarmónica regional y para obtener un sobresueldo, compaginó su oficio con un trabajo por las tardes en un restaurante. Sabe tocar perfectamente el piano.
En el año 1997 Almas fue a París para participar en un festival internacional de niños talentosos, lo cual le ayudó mucho en su proceso de formación como cantante. El profesor del colegio musical, Karagoz Akdauletova, le recomendó a Almas viajar a París el año siguiente, para participar en el concurso, aunque Almas no quiso participar esta vez.

### Etapa Superstar.kz
Después de ocho años alejado de la música, en el año 2005 participó en la segunda edición de Pop idol en Kazajistán. fue durante mucho tiempo uno de los concursantes más populares, y llegó a ser el tercer finalista del concurso solo superado por Nikolai Pokotylo y Aynur Şänqılova, también fue invitado al Pop idol canadiense presentado por Ryan Malcom.

### Reconocimiento como cantante
A pesar de su tercera posición en el concurso, Almas fue el único concursante de la segunda edición que tuvo éxito como cantante profesional. Tras abandonar la academia, empezó a trabajar en su primer álbum, que apareció en el mercado discográfico kazajo en agosto del año 2006. El álbum, fue titulado Mäñgilikke y estaba compuesto por doce canciones, la mayoría de las cuales fueron escritas en idioma kazajo aunque también comprende tres temas en ruso incluyendo "Ty moja nagrada" (Tu eres mi premio) una canción, cantada a dúo con Enxar Emir, una joven promesa del KZpop.
A finales del año 2011, cinco años después de la publicación de su álbum de debut, el cantante publicó su segundo trabajo.

## Actuaciones en Superstar.kz
- Top 12: You're My Everything
- Top 11: Говори
- Top 10: Последняя Поэма de Valeriya.
- Top 9: Everything I Do (I Do It For You) de Bryan Adams.
- Top 8: Jіgіttеr jırı de Dos-Mukasan.
- Top 7: Soli
- Top 6: Беловежская Пуща
- Top 5: Love To See You Cry de Enrique Iglesias.
- Top 5: Insatiable de Darren Hayes.
- Top 4: Немного Жаль de Filipp Kirkorov.
- Top 4: Оhh!, Махаbbаt de Medew Arınbaev.
- Top 3: Belle
- Top 3: Девушки, Как Звезды de Andrey Gubin.
- Grand Final: Три Волшебных Слова
- Grand Final: Ken dala
- Grand Final: Love To See You Cry de Enrique Iglesias.

## Discografía
- 2006: Mäñgilikke
- 2011: Almas